# Zuerst!
Zuerst! – Deutsches Nachrichtenmagazin (Eigenschreibweise ZUERST!) ist ein seit 2009 erscheinendes deutsches Monatsmagazin. Es gehört zum Verlagshaus von Dietmar Munier und ging aus dem Abonnentenstamm der 1951 gegründeten Zeitschrift Nation und Europa hervor. In seiner Selbstdarstellung bezeichnet sich Zuerst! als „das Magazin für deutsche Interessen“. Wissenschaftler und das Dokumentationsarchiv des österreichischen Widerstandes verorten es im Rechtsextremismus, wenngleich auf dezidiert rechtsextreme Agitation verzichtet werde.

## Geschichte
Zuerst! wurde auf dem Grundstock des Abonnentenstammes der nicht an Kiosken erhältlichen, 1951 gegründeten rechtsextremen Monatszeitschrift Nation und Europa (N&E) aufgebaut, die Munier aufkaufte und zugunsten von Zuerst! einstellen ließ, wobei er den N&E-Mitherausgeber Harald Neubauer, der eine rechtsextreme Funktionärskarriere aufweist, als Kolumnisten übernahm. Im Impressum von Zuerst! heißt es, dass die Zeitschrift „vereinigt mit Nation & Europa, Deutsche Monatshefte“ wurde. Rechtsextreme Medien wie die NPD-Monatszeitung Deutsche Stimme unterstützten die Gründung. Wirtschaftlich gab es allerdings Startschwierigkeiten. Da jedoch etwa der Arndt-Verlag, die Wochenzeitung Der Schlesier und die Deutsche Militärzeitschrift für Zuerst! warben, machte Vieregge einen „Werbeeffekt“ für Muniers Publikationen aus. Darüber hinaus bespricht Zuerst! Bücher aus dem Munier-Verlagshaus.
Die Zeitschrift erscheint in der Verlagsgruppe Lesen & Schenken GmbH (Verlage Arndt, Bonus, Pour le Merite) von Dietmar Munier, einem der einflussreichsten Verleger aus dem rechtsextremen Spektrum. Der schleswig-holsteinische Verfassungsschutzbericht des Jahres 2009 bescheinigte der Erstausgabe von Zuerst! zwar „keine offenkundig rechtsextremistischen Äußerungen“, verwies jedoch auf Muniers Rolle als ihr Herausgeber. Dem schleswig-holsteinischen Verfassungsschutz galt Muniers Verlag zumindest als rechtsextremer „Verdachtsfall“. Nach einem von Munier angestrengten Gerichtsverfahren darf der Verlag seit dem Verfassungsschutzbericht 2012 nicht mehr als ein solcher Verdachtsfall geführt werden.
Vertrieben wurde die geschichtsrevisionistische Zeitschrift über die Verlagsunion, eine Tochtergesellschaft des Bauer-Verlags. Auf Anfragen des NDR-Medienmagazins Zapp sowie des Nachrichtenmagazins Der Spiegel, warum der Bauer-Verlag eine Zeitschrift wie Zuerst! vertreibt, antwortete die Verlagsleitung, dass die Pressefreiheit „Meinungsfreiheit im Rahmen der geltenden Gesetze ermöglichen“ solle und diese „das volle politische Spektrum“ abdecke. Anfang 2012 wechselte das Magazin aus Kostengründen, wie es hieß, den Vertrieb.
2015 richtete die Zeitschrift ein Lesertreffen aus, bei dem u. a. Menno Aden, Gerd Schultze-Rhonhof und Barbara Rosenkranz als Redner auftraten. Alexander Dugin, der von russischer Seite nicht ausreisen durfte, da wegen des Attentats auf den Regierungskritiker Boris Nemzow ein Racheakt unter anderem gegen Dugin befürchtet wurde, wurde live zugeschaltet.

## Redaktion
Als Chefredakteur fungierte zunächst der Journalist, ehemalige Welt-Ressortleiter und studierte Historiker Günther Deschner, der nach Einschätzung von Beobachtern moderater als Munier und bisher nicht durch „rechtsextremistische Aktivitäten“ aufgefallen war.
Im März 2011 übernahm Manuel Ochsenreiter diese Aufgabe, der ein langjähriger Mitarbeiter und zuletzt Ressortleiter Innenpolitik der neurechten Wochenzeitung Junge Freiheit und ehemaliger Chefredakteur der als rechtsextrem eingeordneten, im gleichen Verlag erscheinenden Deutschen Militärzeitschrift (DMZ) war. Ochsenreiter schrieb auch weiterhin für die DMZ. Es gibt Artikel von ihm, die in beiden Magazinen in unterschiedlicher Aufmachung abgedruckt wurden. Seine Beiträge und Interviews nutzte er nach Meinung von Vieregge auch „zur Selbstdarstellung“; so habe Ochsenreiter eigene Fotos in seine Reportagen integriert.
Zu den Kommentatoren der Zeitschrift gehören bzw. gehörten u. a.:
| - Manfred Kleine-Hartlage - Olaf Haselhorst | - Heinz Nawratil - Harald Neubauer | - Manuel Ochsenreiter |

## Interviews
Zu den Interviewpartnern des Magazins gehörten Personen, die überwiegend der politischen Rechten zuzurechnen sind, darunter bekannte Rechtsextremisten aus Deutschland und dem europäischen Ausland, u. a.:
| - Holger Apfel (NPD) - Bruno Bandulet - Alain de Benoist - Michael Brückner - Wjatscheslaw Daschitschew - Wilhelm Dietl - Alexander Dugin - Nigel Farage (UKIP) - Markus Frohnmaier (AfD) - Alexander Gauland (AfD) - Pawlo Hubarjew - Márton Gyöngyösi (Jobbik) - Wilhelm Hankel - Björn Höcke (AfD) - Norbert Hofer (FPÖ) - Heiner Kappel - Manfred Kleine-Hartlage - Michael Klonovsky - Hans-Helmuth Knütter | - Sacha Korn - Zoltán Kovács (Fidesz) - Rainer Langhans - Erik Lehnert - Martin Lichtmesz - Peter Marx (NPD) - Kevin B. MacDonald - Alfred Mechtersheimer - Felix Menzel - Andreas Mölzer (FPÖ) - Reuven Moskovitz - Dietmar Munier - Malte Olschewski - Victor Ostrovsky - Rudi Pawelka - Walter Post - Marcus Pretzell (AfD) - Rainer van Raemdonck (AfD) - Barbara Rosenkranz (FPÖ) | - Thomas Rudy (AfD) - Stefan Scheil - Arne Schimmer (NPD) - Nicole Schneiders - Eduard Schock (FPÖ) - Franz W. Seidler - Ali Reza Sheikh Attar - Udo Stein (AfD) - Richard Sulík (SaS) - Wolfgang Thüne - Hans-Thomas Tillschneider (AfD) - Jan Timke (Bürger in Wut) - Jörg Urban (AfD) - Michael Friedrich Vogt - Alice Weidel (AfD) - André Wendt (AfD) - Gerhard Wisnewski - Michael Wolffsohn - Judith Wolter (pro NRW) - Uwe Wurlitzer (AfD) |

## Ausrichtung
Fachjournalisten für Rechtsextremismus (Anton Maegerle (2010), Andreas Speit (2015) u. a.) und anderen Medienvertretern gilt es als dem rechtsextremen Spektrum zugehörig. Der Welt-Herausgeber und ehemalige Spiegel-Chefredakteur Stefan Aust sowie Welt-Journalist Per Hinrichs (2010) bezeichnen die Zeitschrift als rechtskonservativ. Laut dem Dossier Rechte Medien (2014) von no-nazi.net, einem Projekt der Amadeu Antonio Stiftung, „verbreitet [das Magazin] Themen aus dem rechtsextremen Spektrum in scheinbar seriöser Aufmachung bis an die Bahnhofskioske.“ Es sei zu einem „Netz aus rechter Propaganda“ zu rechnen.
2010 befand der Historiker Volker Weiß: „Die Zeitschrift [Zuerst!] wird in der Szene als Nachfolger des von Munier aufgekauften faschistischen Traditionsblatts Nation & Europa gehandelt, will aber weit in etablierte Kreise hineinwirken. Das Magazin Zuerst deckt die gleichen Themen ab wie die Junge Freiheit, gibt sich aber journalistisch krawallbereiter.“
Nach einem Zeitschriftenporträt von Elmar Vieregge im Jahrbuch Extremismus & Demokratie (2013) artikulierte Munier 2009 mit der „ethnischen Identität“ eine rechtsextremistische Grundhaltung, bestehend aus Fremdenfeindlichkeit und der „Überzeugung […] [,] Deutschland vor einer tödlichen Bedrohung schützen zu müssen“. Die Zeitschrift sei auf eine „Veränderung der Gesellschaft gerichtet“ und engagiere sich gegen die Zuwanderung von Ausländern. Damit versuche sie ein „rechtes Gegenstück“ zum Spiegel zu bilden und das gesamte rechte Spektrum anzusprechen. Bestimmte Schwerpunkte neben der Einwanderung hätten eine „besondere Bedeutung für Rechtsextremisten“: Man lehne die etablierten Medien und Parteien ab, befürworte stattdessen eine neue Partei rechts von der CDU (die Freiheitliche Partei Österreichs (FPÖ) sei hier ein Vorbild), vertrete antiamerikanische Positionen, wende sich gegen die Rechte Homosexueller und die Frauenförderung, instrumentalisiere Linksextremismus und Ausländerkriminalität, verharmlose Rechtsextremismus, relativiere die NS-Zeit und verbreite geschichtsrevisionistische Thesen, u. a. die Präventivkriegsthese.
Ferner gebe es auch Anspielungen auf eine vermeintliche „jüdische Lobby“. Der Zentralrat der Juden in Deutschland werde in dem Magazin als „Migranten-Dachverband“ bezeichnet und Juden bisweilen als „Sündenböcke“ dargestellt.
Der Soziologe und Politikwissenschaftler Armin Pfahl-Traughber (Extremismusforscher) und der Sozialwissenschaftler David Bebnowski (Göttinger Institut für Demokratieforschung) verorten die Zeitschrift im Rechtsextremismus. Auch der Potsdamer Politikwissenschaftler Gideon Botsch ordnet die Zeitschrift in einen extrem rechten Kontext ein.
Auch das Dokumentationsarchiv des österreichischen Widerstandes (DÖW, 2015) bezeichnet die Zeitschrift als rechtsextrem.
Nach dem Sozialwissenschaftler Samuel Salzborn ist die Zeitschrift, die er wie die National-Zeitung oder Der Schlesier zu den „periodische[n] Vernetzungsmedien im rechten Spektrum“ zählt, auf „Massenabsatz in Bahnhofsbuchhandlungen“ ausgerichtet.